# Tončići
Tončići – wieś w Chorwacji, w żupanii karlowackiej, w gminie Netretić. W 2011 roku liczyła 65 mieszkańców.